# 0 (số)
0 (được đọc là "không", còn tiếng Anh đọc là zero, bắt nguồn từ từ tiếng Pháp zéro /zeʁo/) là số nguyên nằm giữa số -1 và số 1. Số không là chữ số cuối cùng được tạo ra trong hầu hết các hệ thống số; nó không phải là một số đếm (số đếm bắt đầu từ số 1. Nhưng một vài nước Ả Rập số đếm bắt đầu từ số 0), không có mặt trong nhiều hệ thống số cổ và đã được thay bằng một chỗ trống hay một ký hiệu rất khác với các số đếm.

## Số 0
0 là số nguyên đứng liền trước số dương 1 và liền sau số -1. Trong hầu hết (không phải tất cả) các hệ thống số, số 0 được xác định trước khái niệm 'số nguyên âm' được chấp nhận.
Số 0 là một số nguyên xác định một số lượng hoặc một lượng hay kích thước có giá trị là rỗng. Nghĩa là nếu số anh em của một người bằng 0 có nghĩa là người đó không có anh em nào, hay nếu vật gì đó có trọng lượng bằng 0 thì nó không có trọng lượng, hoặc là nếu một vật có kích thước bằng 0 thì nó không có kích thước.
Tuy các nhà toán học và phần lớn mọi người đều chấp nhận 0 là một số, nhưng một số người khác có thể cho rằng 0 không phải là một số vì họ cho rằng người ta không thể có 0 thứ gì đó.
Hầu hết các nhà sử học bỏ năm 0 ra khỏi lịch Gregorius và lịch Julius, nhưng các nhà thiên văn học vẫn giữ nó trong các lịch đó.
Do tập hợp số nguyên là tập hợp con của tập hợp số hữu tỷ, số thực và số phức, số 0 cũng là một số hữu tỷ, thực và phức.

## Chữ số 0
Chữ số 0 được dùng để ký hiệu một vị trí trống trong hệ số vị trí - giá trị của chúng ta. Chẳng hạn, trong số 2106, chữ số 0 được dùng với mục đích để hai chữ số 2 và 1 nằm đúng vị trí. Rõ ràng, số 216 có giá trị hoàn toàn khác. Trong các hệ thống số cổ, chẳng hạn hệ thống số Babylon và hệ thống số Maya, một ký hiệu khác hoặc một chỗ trống được dùng với vai trò của chữ số 0.

## Đặc tính, tính chất của số 0
- Là bội của tất cả các số: 0 × n = 0 với mọi n
- Không thể là số chia
- Là phần tử trung tính trong phép cộng (0 + n = n)
- Tất cả mọi số khi làm phép nhân với 0 được kết quả là 0 (0 × n = 0).
- Tất cả các số khác 0 khi lũy thừa 0 thì bằng 1.
- Tập hợp có số phần tử bằng 0 là tập hợp rỗng.
- Hàm số đơn giản nhất là hàm f(x) = 0 với mọi x. Khi biểu diễn hàm số này trên hệ tọa độ thì nó chính là trục hoành.
- Số 0 là phần tử số đầu tiên dùng để dựng hệ thống số tự nhiên theo tiên đề Peano
- Số 0 cùng với tập hợp rỗng tự nó là một không gian tô pô thô sơ và đơn giản nhất.
- 0! (giai thừa) bằng 1.
- sin(0)=0, cos(0)=1, tan(0)=0, cot(0) không xác định.
- Trong tập hợp số phức, số 0 vừa là số thực, vừa là số thuần ảo.
- Trong tập hợp số thực, số hữu tỉ, số nguyên, số 0 không phải là số dương, cũng không là số âm

## Lịch sử của số 0

### Tiền sử của số 0
Vào giữa thiên niên kỷ thứ 2 trước Công Nguyên, người Babylon đã có một hệ thống chữ số vị trí phức tạp theo cơ số 60. Giá trị vị trí (hay chữ số 0) đã được ký hiệu bằng một chỗ trống. Đến năm 300 trước Công nguyên, ký hiệu hai dấu gạch chéo (//) đã được dùng thay vào đó trong hệ thống số Babylon. Tuy nhiên, một tấm đá tìm thấy tại Kish đã được cho là có niên đại khoảng năm 700 trước Công nguyên, trên đó ba dấu móc được dùng để ký hiệu một vị trí trống trong biểu diễn vị trí của số. Các tấm đá có niên đại gần thời kỳ đó sử dụng một dấu móc. Tuy nhiên các kiểu ký hiệu vị trí đó không được gọi là tương đương với một số 0 thực sự, mà đó chỉ là một dấu ngăn cách giữa hai vị trí giá trị. Người Babylon đã có 60 ký hiệu giá trị vị trí, nhưng chúng không thể phân biệt giữa các số 120 và 2, 3 và 180, 4 và 240,...Đơn giản là chúng không thể phân biệt giữa các số đòi hỏi một số 0 ở cuối với các số tương ứng nhưng không cần chữ số 0 ở cuối.
Tài liệu cho thấy người Hy Lạp cổ đại có vẻ không chắc chắn về vị thế của 0 như là một con số: họ tự hỏi "Làm thế nào mà cái không có gì có thể là một cái gì đó được?", điều đó dẫn đến các lý luận triết học thú vị, và đến thời Trung cổ thì có thêm các lý luận tôn giáo về tự nhiên và sự tồn tại của số 0 và sự trống rỗng. Các nghịch lý của Zeno xứ Elea phần lớn dựa vào cách hiểu không chắc chắn về số 0. (Người Hy Lạp cổ đại thậm chí còn nghi ngờ 0 với vai trò một con số.)

### Lịch sử của số 0
Trong bản thảo Bakhshali, niên đại chưa rõ nhưng được cho là khá cổ, số 0 đã có ký hiệu và được sử dụng với vai trò một con số.
Năm 498, nhà toán học và thiên văn học Ấn Độ Aryabhata viết rằng "Stanam stanam dasa gunam" nghĩa là vị trí này có giá trị gấp 10 vị trí kia, đó có lẽ là nguồn gốc của hệ thập phân hiện đại; hệ thống số của ông có một số 0 trong cách ký hiệu chữ số bằng chữ cái của ông (hệ thống này cho phép ông biểu diễn các số bằng các từ). Lần xuất hiện rõ ràng đầu tiên của số 0 toán học là trong Brāhmasphuṭasiddhānta của Brahmagupta, cùng với các suy xét về các số âm và các quy tắc đại số.
Người Olmec ở miền Nam-Trung México bắt đầu sử dụng chữ số 0 (một hình vẽ hình vỏ sò) tại Tân Thế giới. Có thể khoảng thế kỷ thứ tư trước Công nguyên nhưng chắc chắn vào năm 40 trước Công nguyên. Nó đã trở thành một phần của các chữ số Maya nhưng lại không ảnh hưởng đến các hệ thống chữ số tại Cựu Thế giới.
Cho đến khoảng năm 130, nhà thiên văn Ptolemy, chịu ảnh hưởng của Hipparchus và người Babylon, đã ký hiệu cho số 0 bằng hình của thùng chứa trống không (hình dạng tròn có đầu gạch dài ra) (1) trong hệ cơ số 60, các số khác thì sử dụng hệ thống số Hy Lạp. Vì nó đã được viết riêng lẻ, không như là một chỗ chứa, số không này đã là một trong những ký tự số không Helen đầu tiên được viết ra trong Cựu Thế giới. Sau này thời đế quốc Byzantine, trong các bản viết tay Syntaxis Mathematica (Almagset) tức là cú pháp của toán học (sách vĩ đại), số không Helen đã biến dạng thành một chữ cái Hy Lạp Omicron (giá trị của chữ số này là 70)
Cho tới năm 525, một số không khác đã được dùng trong các bảng song song với hệ thống số La Mã (người ta lần đầu tiên biết là nó được sử dụng bởi Dionysius Exiguus), nhưng cách viết này lại là một từ nulla nghĩa là không có gì hết, và không có dạng một ký hiệu. Cách dùng này ít nhiều tương ứng với hệ thống của Aryabhata (Phạn ngữ आर्यभट, Āryabhaṭa—một nhà thiên văn thiên tài thời cổ Ấn Độ sinh năm 476), đã có thể biểu thị một khái niệm thực, đó là số không toán học. Mặc dù vậy, việc này không được rõ ràng cụ thể như trường hợp của Brahmagupta ((ब्रह्मगुप्त) (598-668)) khi mà phép chia cho ra dư số bằng không, đã dùng từ nihil, cũng có cùng nghĩa là không có gì. Các dạng số không thời trung cổ này đã được sử dụng bởi tất cả các chuyên gia tính toán thời đó (dùng trong các máy làm toán Đông phương). Trong một trường hợp riêng lẻ ban đầu, ký tự N, đã được dùng trong một bảng hệ thống số La Mã của Bêđa hay của các đồng sự vào năm 725 là một ký hiệu của số không.
Đến thế kỉ thứ 7, trong cùng thời với Brahmagupta, một số khái niệm về số không chắc chắn đã đạt được ở Campuchia, và có tài liệu cho thấy việc dùng số 0 sau này đã lan rộng đến Trung Quốc và thế giới Hồi giáo.